# موكاء (القريشية)

تعديل مصدري - تعديل

موكاء هي إحدى قرى عزلة قيفه آل محن يزيد بمديرية القريشية التابعة لمحافظة البيضاء، بلغ تعداد سكانها 958 نسمة حسب تعداد اليمن لعام 2004.